# Invasione di Sachalin (1945)
L'invasione di Sachalin si svolse tra l'11 e il 26 agosto 1945, nell'ambito della guerra sovietico-giapponese e della seconda guerra mondiale. Lo scontro è noto in Russia come operazione Južno-Sachalin (in russo Южно-Сахалинская операция?, Južno-Sahalinskaja operacija), mentre in Giappone è indicato semplicemente come battaglia di Sachalin (樺太の戦い?, Karafuto no tatakai).
L'invasione ebbe inizio l'11 agosto 1945, con l'attacco da parte delle forze sovietiche schierate nella parte nord di Sachalin alla parte sud dell'isola, parte dell'Impero giapponese fin dal 1905 come prefettura di Karafuto. Il forzamento della linea fortificata allestita dai giapponesi lungo la frontiera richiese diversi giorni di duri combattimenti, ma in seguito i reparti sovietici dilagarono verso sud. Con il crollo giapponese ormai avviato, l'Armata Rossa organizzò una serie di operazioni anfibie per impossessarsi dei porti principali della regione, prendendo Maoka il 20 agosto e Otomari il 25 agosto; con l'entrata dei reparti sovietici nel capoluogo regionale, Toyohara, il 26 agosto la campagna ebbe ufficialmente fine.
La parte meridionale di Sachalin venne quindi annessa all'Unione Sovietica ed è oggi parte dell'oblast' di Sachalin.

## Antefatti
Situata al largo della costa orientale della Siberia, la grande isola di Sachalin era stata a lungo politicamente contesa tra Impero russo e Impero giapponese finché il primo non se ne assicurò il possesso esclusivo con il trattato di San Pietroburgo del 1875. Nel corso della guerra russo-giapponese del 1904-1905, Sachalin venne invasa dalle forze giapponesi nel luglio 1905, e il trattato di Portsmouth conclusivo del conflitto riconobbe al Giappone il possesso della metà meridionale dell'isola a sud del 50º parallelo nord; la parte ceduta al Giappone divenne una provincia nota come "Prefettura di Karafuto", mentre la parte nord rimase sotto controllo russo passando quindi all'Unione Sovietica.

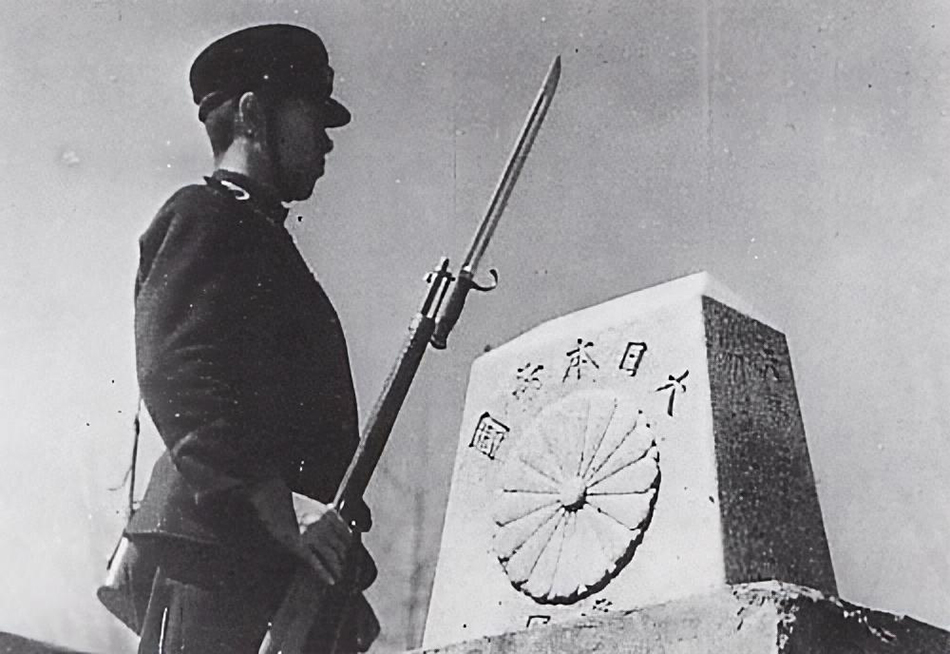
Un soldato giapponese di guardia al confine del 50º parallelo su Sachalin

Benché l'Impero giapponese e l'Unione Sovietica si fossero affrontati in una sanguinosa serie di guerre di confine lungo la frontiera della Manciuria tra il 1935 e il 1939, allo scoppio della seconda guerra mondiale nessuna delle due nazioni voleva rinnovare una simile ostilità: il Giappone si preparava a invadere i possedimenti coloniali degli europei nel Sud-est asiatico e nel Pacifico occidentale, mentre i sovietici dovevano fronteggiare la Germania nazista in Europa orientale. Entrambe le nazioni trovarono quindi conveniente stipulare un patto di non aggressione che le rendesse neutrali l'una con l'altra; tale intento si concretizzò quindi nel patto nippo-sovietico di non aggressione firmato a Mosca il 13 aprile 1941. Il patto fu fedelmente rispettato dalle due nazioni negli anni seguenti, e tanto i giapponesi quanto i sovietici evitarono accuratamente qualunque atto che potesse alterare questo status quo.
La situazione iniziò a mutare alla fine del 1944, quando il conflitto tra Unione Sovietica e Germania nazista volgeva ormai a favore della prima e forti erano le pressioni da parte degli Alleati occidentali perché i sovietici dessero il loro contributo alla sconfitta del Giappone nel teatro del Pacifico. Dopo vari negoziati, nel corso della conferenza di Jalta del febbraio 1945 il dittatore sovietico Iosif Stalin avanzò quindi la formale promessa che l'Unione Sovietica sarebbe entrata in guerra contro il Giappone entro tre mesi dall'avvenuta capitolazione della Germania; in cambio di ciò, Stalin avanzò e ottenne una serie di concessioni territoriali, tra cui la cessione della metà meridionale dell'isola di Sachalin. Nel pieno rispetto di questo accordo, l'8 agosto 1945 l'Unione Sovietica dichiarò guerra al Giappone, aprendo subito le ostilità il giorno seguente con una grande offensiva in Manciuria e avviando i preparativi per un attacco al "Karafuto" giapponese.

## Forze in campo
L'occupazione di Sachalin fu affidata alla responsabilità del 2º Fronte dell'Estremo Oriente, guidato dal generale Maksim Purkaev; questi schierò nella metà settentrionale dell'isola la 16ª Armata del generale Leontij Čeremisov, la quale aveva ai suoi ordini il 56º Corpo d'armata del generale Anatoli Diakonov (con la 79ª Divisione fucilieri, la 2ª, 5ª e 113ª Brigata fucilieri e la 214ª Brigata corazzata) e la 255ª Divisione composita d'aviazione (con a disposizione 106 aerei di vario tipo). Il supporto navale all'operazione sarebbe venuto dalle imbarcazioni della Flotta del Pacifico dell'ammiraglio Ivan Stepanovič Jumašev, la quale metteva in campo anche un contingente di fanteria di marina (il 365º Battaglione) e una componente aerea con 80 apparecchi. Il totale delle forze sovietiche comprendeva circa 20 000 uomini e 100 carri armati.
La difesa della Prefettura di Karafuto era responsabilità della 5ª Armata d'area del generale Kiichiro Higuchi, responsabile anche della difesa dell'arcipelago delle Isole Curili e della più settentrionale delle isole dell'arcipelago nipponico, Hokkaidō. Su Sachalin i giapponesi schieravano l'88ª Divisione di fanteria, creata nel febbraio 1945 dall'espansione di una brigata preesistente; la divisione disponeva di circa 20 000 uomini, in gran parte coscritti e riservisti con poca esperienza. Il confine con la metà sovietica dell'isola lungo il 50º parallelo era stato ben fortificato dai giapponesi negli anni precedenti, e la cosiddetta "Linea di difesa fortificata di Karafuto" consisteva di 17 bunker, 28 postazioni di artiglieria, 18 postazioni di mortai e altre fortificazioni minori, presidiate da circa 5 400 soldati delle truppe di confine e alcuni reparti di riservisti.

## La battaglia

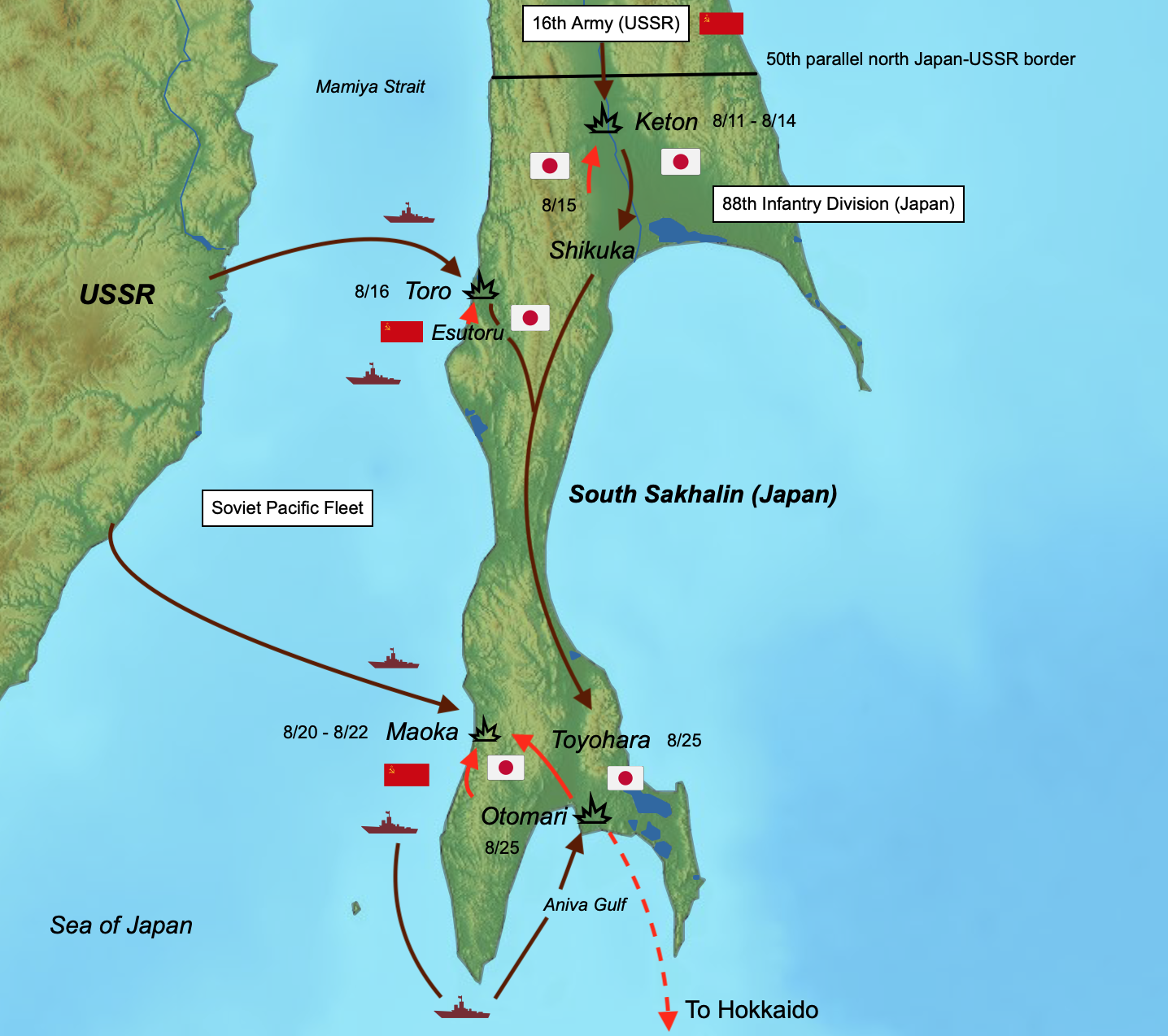
Carta dell'offensiva sovietica su Sachalin

L'offensiva sovietica su Sachalin ebbe inizio l'11 agosto 1945, quando 20 000 uomini e 100 carri armati della 16ª Armata di Čeremisov sferrarono un attacco attraverso il confine del 50º parallelo. A dispetto di una superiorità di tre contro uno sui difensori giapponesi, i reparti sovietici ebbero non poca difficoltà a superare le fortificazioni di confine e i combattimenti imperversarono pesantemente per quattro giorni; il terreno, prevalentemente montuoso e paludoso, non era favorevole alle manovre dei mezzi corazzati e il tempo atmosferico inclemente ostacolava l'intervento degli aerei a supporto dei reparti a terra. Solo dopo aspri scontri i sovietici si impossessarono della posizione chiave di Honda, dove i difensori giapponesi si batterono fino all'ultimo uomo.
Piegato dai bombardamenti atomici di Hiroshima e Nagasaki, 15 agosto il governo giapponese rilasciò una formale dichiarazione con cui annunciava l'intenzione di arrendersi agli Alleati; l'alto comando dell'esercito nipponico ordinò alle forze impegnate contro i sovietici di arrestare qualsiasi manovra offensiva e di aprire trattative per giungere ad accordi di cessate il fuoco locali, ma per tutta risposta il quartier generale della 5ª Armata d'area ordinò all'88ª Divisione su Sachalin di continuare a battersi fino all'ultimo uomo: lo scopo, in particolare, era quello di prolungare la resistenza per permettere l'evacuazione dall'isola dei civili nipponici alla volta del Giappone. Il 16 agosto i giapponesi sferrarono una grande controffensiva contro la 16ª Armata di Čeremisov, ma l'"onda umana" della fanteria nipponica lanciata alla carica fu travolta dalla superiore potenza di fuoco dei sovietici; per il 17 agosto le truppe giapponesi asserragliate nella linea fortificata di confine erano ormai capitolate.
Presagendo l'imminente crollo dei giapponesi, la Flotta del Pacifico ricevette l'ordine di lanciare una serie di operazioni anfibie per impossessarsi dei porti più importanti dell'isola. Salpata da Sovetskaja Gavan' il 16 agosto, una flottiglia sovietica composta dal pattugliatore Zarnitsa, quattro dragamine, due navi da trasporto, sei cannoniere e 19 motosiluranti sbarcò a Toro, lungo la costa occidentale di Sachalin, una forza di 1 400 uomini del 365º Battaglione fanteria di marina e di un battaglione della 113ª Brigata fucilieri: la guarnigione giapponese della cittadina, che ammontava a non più di 200 uomini, capitolò dopo un breve scontro. Il giorno seguente la forza anfibia sovietica compì altri attacchi in direzione delle cittadine di Esutoru, Anbetsu e Yerinai, tutte catturate nel giro di poco tempo con perdite minime per i sovietici.
Il 20 agosto una forza sovietica di 3 400 tra fanti di marina e fucilieri della 113ª Brigata venne fatta sbarcare nei pressi di Maoka, importante porto lungo la costa sud-occidentale dell'isola. Maoka era ben difesa da due battaglioni di fanteria dell'88ª Divisione giapponese e da varie postazioni di artiglieria costiera, ma l'effetto sorpresa e il pesante fuoco d'appoggio delle navi al largo consentirono ai sovietici di progredire rapidamente nelle fasi iniziali, anche se poi la resistenza giapponese divenne più solida. Il porto di Maoka era affollato da circa 18 000 civili giapponesi in procinto di essere evacuati, molti dei quali furono presi in mezzo alla battaglia quando non deliberatamente mitragliati dai reparti sovietici: fonti giapponesi stimarono in circa 1 000 le vittime civili degli scontri a Maoka. Vari fattori contribuirono all'alto numero di vittime civili nel corso della battaglia: molti cittadini giapponesi indossavano "vestiti approvati" che assomigliavano a vere e proprie uniformi militari, mentre la martellante propaganda nipponica che dipingeva gli invasori come esseri brutali spinse molte donne ad assassinare i propri figli per evitare che cadessero in mano al nemico; temendo di essere stuprate se catturate dai soldati sovietici, nove giovani telefoniste dell'ufficio postale cittadino scelsero deliberatamente di avvelenarsi.

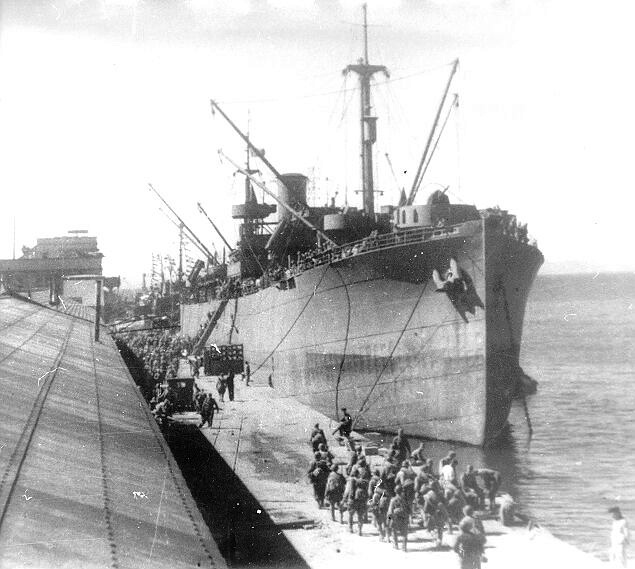
Truppe sovietiche si imbarcano su una nave da trasporto nell'agosto 1945

A partire dal 21 agosto il tempo migliorò a sufficienza da permettere all'aviazione sovietica di intervenire in forze negli scontri in corso su Sachalin; il 22 agosto una pesante incursione aerea colpì il capoluogo della Prefettura di Karafuto, Toyohara: il campo profughi allestito nella piazza davanti alla stazione ferroviaria cittadina era correttamente contrassegnato con bandiere bianche e insegne della Croce Rossa, ma fu comunque raggiunto da diverse bombe che causarono varie centinaia di vittime tra i rifugiati. Quello stesso 22 agosto, un gruppo di sommergibili sovietici attaccò un convoglio di tre navi da trasporto giapponesi, cariche di rifugiati in fuga da Sachalin, al largo di Rumoi: due delle navi furono silurate e colate a picco e la terza danneggiata, con la morte di 1 708 civili.
Tra il 22 e il 24 agosto nuovi reparti sovietici erano affluiti via mare da Vladivostok a Maoka, e le unità dell'Armata Rossa procedettero quindi a ripulire il sud di Sachalin dalle forze giapponesi. Il 25 agosto una nuova forza da sbarco sovietica forte di 1 600 uomini prese terra a Otomari, lungo la costa meridionale dell'isola: la guarnigione giapponese, forte di circa 3 400 uomini, depose le armi senza opporre resistenza, e la forza sovietica poté spingersi verso nord alla volta della non lontana Toyohara. Per il 26 agosto il capoluogo della prefettura era stato raggiunto e occupato senza opposizione dai sovietici, i quali si ricollegarono con i reparti della 16ª Armata scesi dal nord; con la resa ufficiale quello stesso giorno del comando dell'88ª Divisione giapponese gli scontri su Sachalin ebbero quindi termine.

## Conseguenze
I combattimenti a Sachalin dell'agosto 1945 causarono alle forze armate giapponesi un numero di caduti stimato tra i 700 e i 2 000, mentre le vittime tra i civili nipponici residenti sull'isola furono calcolate tra le 3 500 e le 3 700 Circa 18 700 soldati giapponesi furono fatti prigionieri dai sovietici e deportati per la gran parte in campi di prigionia in Siberia, dove furono detenuti per diversi anni anche dopo la conclusione della guerra e impiegati come manodopera forzata; gli ultimi prigionieri di guerra giapponesi in URSS non furono liberati che nel 1956, dopo la stipula del trattato di pace tra le due nazioni. Le perdite della 16ª Armata sovietica non sono mai state rese note ufficialmente, mentre la Flotta del Pacifico riportò 89 morti negli scontri a Sachalin.
L'occupazione della parte meridionale di Sachalin consentì alle forze sovietiche di lanciare una serie di operazioni anfibie per la cattura delle isole Curili, operazione portata a termine tra il 22 agosto e il 4 settembre senza troppa opposizione da parte delle demoralizzate guarnigioni giapponesi; il comandante in campo delle forze sovietiche dispiegate contro il Giappone, maresciallo Aleksandr Michajlovič Vasilevskij, aveva anche avviato i preparativi per uno sbarco su Hokkaidō, ma l'operazione fu prima rimandata e infine cancellata per l'avvenuta resa del Giappone il 2 settembre 1945.
Subito dopo la fine delle ostilità, la parte meridionale di Sachalin venne annessa all'Unione Sovietica; la Prefettura di Karafuto fu ufficialmente abolita nel febbraio 1946 e l'isola unificata nell'Oblast' di Sachalin, mentre tutte le città e i centri abitati furono rinominati con nomi russi. Entro il 1948 l'intera popolazione di origine giapponese, ammontante a circa 300 000 persone, venne espulsa a forza da Sachalin dalle autorità sovietiche dopo essere stata espropriata di tutti i suoi beni, un destino che colpì anche parecchie persone appartenenti alle popolazioni indigene dell'isola (Ainu, Nivchi e Orok); circa 43 000 persone di origine coreana, che durante l'epoca della dominazione giapponese erano stati trasferiti a forza nella parte meridionale di Sachalin per lavorare come operai, non furono accettate per il rimpatrio dal governo nipponico, e furono di conseguenza impiegati dalle autorità locali, gravemente a corto di manodopera, nelle miniere e nelle industrie dell'isola, senza diritti e pesantemente sfruttate.